# Фелишовка
Фелишовка (пол. Feliszówka) — лесистый пик высотой 1006 м над уровнем моря, одна из высочайших горных вершин гряды гор Высокий Дил. Находится в Западных Бещадах.
Высокий Дил исторически был пределом по которому проходил раздел этнографических территорий расселения украинских групп лемков и бойков. До 1946 года на этих территориях украинцы составляли большинство населения, однако во время «Операции Висла» их выселили в Польшу.